# Oxyagrion evanescens
Oxyagrion evanescens – gatunek ważki z rodziny łątkowatych (Coenagrionidae). Występuje na terenie Ameryki Południowej.